# María Teresa Torras
María Teresa Torras   (es Castell, 2 de gener de 1927 - 7 de març de 2009), va ser una artista plàstica menorquina nacionalitzada veneçolana, especialitzada en expressions artístiques com ara escultura, tèxtils i orfebreria.

## Biografia
María Teresa va néixer a la localitat de Villacarlos (actualment es Castell), Menorca (Illes Balears). El 1930, als tres anys, la seva família es trasllada a Barcelona.
De 1940 a 1943 estudia pintura i disseny amb el seu oncle José María Recoder i amb José Borrás. Posteriorment, el 1956 emigra a Veneçuela amb la seva família. De 1961 a 1965 aprèn joieria amb Enrique Pérez Escribano, al mateix temps que perfecciona la seva tècnica al Taller Lliure d'Art.

## Àmbit artístic

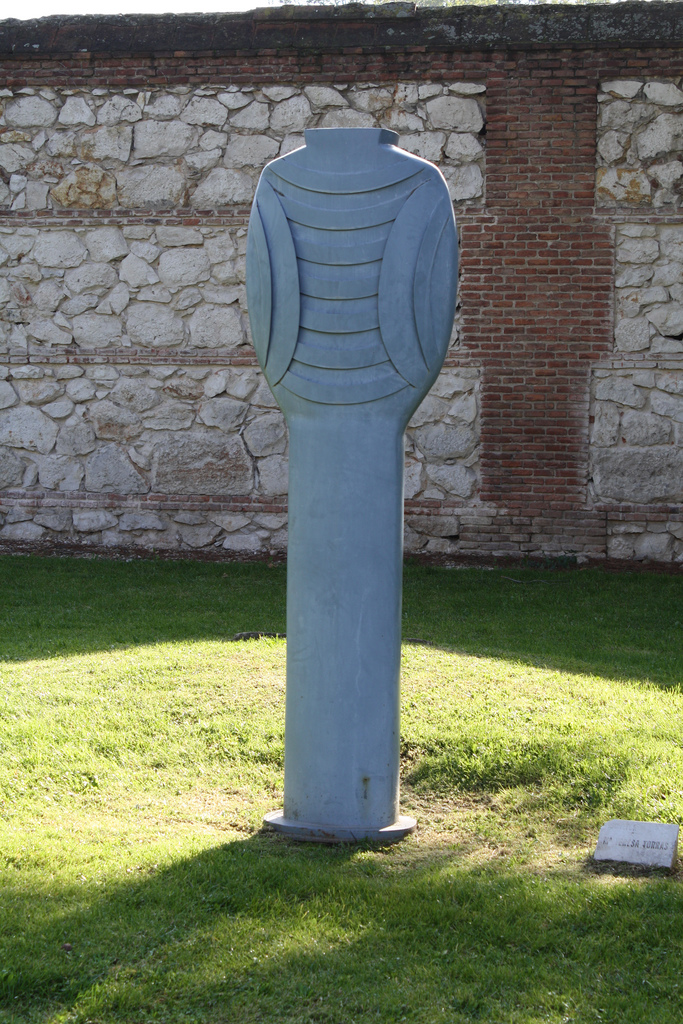
Museu d'escultura a l'aire lliure, de Maria Teresa Torras. Alcalá d'Henares (Espanya)

El 1969 presenta dibuixos informalistes al xxx Saló Oficial Anual d'Art Veneçolà, Caracas. Durant cert temps realitza pintures amb predomini del blanc i negre, mentre conrea l'esmalt sobre el metall.
El 1971 es dedica al disseny de joies, en les que introdueix elements de geometria variable (peces mòbils).
El 1972, impressionada per una exposició de tapissos del català Josep Grau-Garriga, comença a investigar i aprendre de manera autodidacta les tècniques de la tapisseria.
A l'any següent es presenta al Museu de Belles Arts de Puerto Rico i a la Universitat Catòlica de Ponce (Puerto Rico); aquest mateix any rep el premi d'Arts Aplicades al xxx Saló Arturo Michelena, València.
El 1974 aconsegueix el Premi Universitat de Carabobo al ii Saló Nacional d'Arts del Foc celebrat a Caracas.
El 1975 emprèn una llarga gira d'investigació per diversos tallers tèxtils a l'Índia, Tailàndia i Nepal, observant sobretot els dels refugiats tibetans a prop de Katmandú. Participa en una exposició col·lectiva de tapissos a la Universitat de Nebraska, Estats Units d'Amèrica.
El 1976 és guardonada amb el Premi Nacional d'Arts del Foc (Medalla d'Or) al iv Saló Nacional d'Arts del Foc, València, Edo. Carabobo.
El 1978 participa amb altres set veneçolans en una mostra de tapissos organitzada a la seu de la UNESCO (París) per Arturo Uslar Pietri, ambaixador de Veneçuela davant aquest organisme. En aquest període comença amb el teixit dels troncs (Testimonis silents) utilitzant fibra de sisal.
El 1981, la seva monumental Presència d'un passat vegetal, conjunt de cinc troncs teixits en sisal, és seleccionat (juntament amb altres 64 artistes de 19 països entre prop de mil obres concursants) per participar en la x Biennal Internacional de la Tapisseria al Museu Cantonal de Lausanne, Suïssa (20 de juliol - 4 d'octubre). Després de Gego, és la segona artista veneçolana admesa per rigorosa selecció en aquest certamen. Pocs mesos després, a proposta del crític argentí Jorge Glusberg, és convidada oficialment pels organitzadors a la iv Triennal de Tapisseria Fiber Artist and Designers, al Museu Central de Tèxtils a Łódź, Polònia.
El 1982 comença a instruir-se en la realització de paper artesanal i experimenta amb fibres naturals. Executa una sèrie d'obres on explora les qualitats d'aquests materials i les seves gammes de textures.
El 1990 exposa al Museu de Belles Arts de Caracas seus troncs i palmeres en una exposició que titula Testimonis silents.
A partir de 1991 comença a treballar amb el ferro i esculpeix una sèrie d'escultures inicialment titulades Guerrers i posteriorment Macabeus. En la creació d'aquestes escultures utilitza acer, ferro rovellat, fusta i fibra de sisal. En els Macabeus, la Figura X s'introdueix com a element de composició plàstica.
El 1977 reprèn aquest símbol i el desenvolupa en una sèrie d'escultures en què sintetitza elements constructius amb la força orgànica de la fusta. El resultat s'exhibeix sota el nom de Codi X al Museu d'Art Contemporani de Caracas Sofía Imber.
El 1998 és mereixedora del Sumitomo Marina and Fire Insurance Price iii Triennal celebrat a Osaka (Japó) per les seves escultures conegudes com a Macabeus.
El 1999 obté el Primer lloc en el concurs L'Escultura de l'Espai Urbà (Ciutat Ecològica Escultura), on posteriorment es construeix l'obra en les adjacències de l'Ateneu de Caracas.
El 2001 és mereixedora del Premi Francesc Narváez Escultura en la v Biennal d'Arts Plàstiques de Puerto La Cruz, Veneçuela.
De 2004 a 2005 sintetitza els coneixements adquirits al llarg de la seva carrera, creant unes esferes d'acer inoxidable de dos metres de diàmetre i una altra escultura del mateix material que expressa una X sense fi, símbol característic de la seva carrera com a artista.

## Exposicions individuals
- 1971, Del Blanco al Negro (Dibuixos), Galeria Track, Caracas, Veneçuela.
- 1973, Museu de Belles Arts, San Juan de Puerto Rico (Joies), Galeria d'Arte/Contacto, Caracas, Veneçuela.
- 1976, Joies, Galeria d'Art/Contacte, Caracas, Veneçuela.
- 1979, Tapices, Galeria d'Art/Contacte, Caracas, Veneçuela.
- 1984, Sala Mendoza, Caracas. Museu d'Art Modern «Mario Abreu», Aragua.
- 1990, Testigos Silentes, Museu de Belles Arts, Caracas, Veneçuela.
- 1994, Macabeos, Galeria d'Art Nacional, Caracas, Veneçuela.
- 1994, Torsos Fragmentados, Galeria UNO, Caracas, Veneçuela.
- 1998, Código X, Museu d'Art Contemporani de Caracas Sofía Imber, Caracas.
- 2001, Lanzas Contra El tiempo. Galeria D'Museo, Caracas, Veneçuela.
- 2006, Síntesis Geométrica. Galería D'Museo, Caracas, Veneçuela.

## Exposicions col·lectives
- 1969, vii Saló d'Art Actual, Barcelona, Catalunya.
- 1969, Saló Nacional de Dibuix, Museu de Belles Arts, Caracas, Veneçuela.
- 1969, xxx Saló Oficial Anual d'Arte Veneçolà, Caracas.
- 1972, xxx Saló Arturo Michelena, Ateneu de Valencia, Carabobo, Veneçuela.
- 1972, Sala Mendoza, Caracas, Veneçuela.
- 1973, xxxi Saló Arturo Michelena, Ateneu de Valencia, Carabobo, Veneçuela.
- 1974, Joyas de Venezuela (ONU), Caracas, Veneçuela.
- 1974, ii Saló Nacional d'Arts de Foc, Caracas, Veneçuela.
- 1974, Arte Venezolano, Museu d'Art Modern, Lima, Perú.
- 1975, Tapices, Universitat de Nebraska, Estats Units d'Amèrica.
- 1975, Banc Central de Veneçuela (Organitzada per la UNESCO).
- 1976, iv Saló Nacional d'Arts de Foc, Carabobo, Veneçuela.
- 1976, i Saló d'Orfebreria, Museu Casa del Correu de l'Orinoco, Bolívar, Veneçuela
- 1977, Saló d'Orfebrera, Museu Boggio, Caracas, Veneçuela
- 1977, Tapices, Creuer cultural pel Caribe.
- 1978, Tapices, Maison de L'UNESCO, París, França.
- 1978, Tapices, Sala de la Gobernació del Districte Federal, Caracas, Veneçuela.
- 1981, x Biennal Internacional de la Tapisseria, Museu Cantonal de Belles Arts, Lausanne, Suïssa.
- 1981, i Biennal d'Art Nacional, Caracas, Veneçuela
- 1981, iv Triennal de Tapisseria Fiber Arts and Designers, Museu Central de Teixits, Łódź, Polònia.
- 1982, xl Saló Arturo Michelena, Ateneu de Valencia, Carabobo, Veneçuela
- 1982, i Saló Nacional d'Escultures, Museu de Barquisimeto, Lara.
- 1983, ii Saló Michoacà Internacional del Tapís en Miniatura, Morelia, Michoacán, Mèxic.
- 1983, ii Biennal Nacional d'Arts Visuals. Museu d'Art Contemporani de Caracas Sofía Imber. Caracas, Veneçuela.
- 1983, x Saló Nacional de les Arts del Foc, Carabobo, Veneçuela.
- 1983, xli Saló Arturo Michelena, Carabobo, Veneçuela.

## Reconeixements
- 1973, Premi d'Arts Aplicades, xxx Saló Arturo Michelena, Valencia, Veneçuela.
- 1974, Premi Universitat de Carabobo. ii Saló Nacional d'Arts del Foc, Caracas, Veneçuela.
- 1976, Premi d'Arts del Foc: (Medalla d'Or), IV Saló Nacional d'Arts del Foc, Valencia, Veneçuela.
- 1981, Diploma IV Triennal Internacional Fiber Arts and Designers, Lódz, Polònia.
- 1982, Menció Especial, I Saló Nacional de Escultura, Museu de Barquisimeto.
- 1985, Diploma i Medalla per a Donants, Museu Central del Textil, Lódz, Polònia.
- 1985, Diploma Simposi Iberoamericà d'Escultura, Santo Domingo, República Dominicana.
- 1986, Accésit al Premi Municipal d'Arts Visuals, Concell Municipal del Distriscte Federal de Caracas, Veneçuela.
- 1991, Gran Premi Saló d'Aragua, xvi Saló Nacional d'Art d'Aragua, Veneçuela. xvi Saló Nacional d'Arts d'Aragua.Testigos Silentes. Aragua, Veneçuela.
- 1992, Artista convidada VI Biennal Nacional d'Escultura, Museu Francisco Narváez, Porlamar, Veneçuela.
- 1998, Premi Sumitomo Marine & Fire Insurance iii Triennal d'Osaka, Japó.
- 1998, Gran Premi Biennal del Táchira, Veneçuela.
- 1999, Primer lloc, Concurs La Escultura del Espacio Urbano, Patrocinat per Cementos Caribe C.A.
- 2001, Premi Francisco Narváez Escultura. V Biennal d'Arts Plàstiques de Puerto La Cruz, Veneçuela.